# Lotus eremiticus
Lotus eremiticus är en ärtväxtart som beskrevs av A.Santos. Lotus eremiticus ingår i släktet käringtänder, och familjen ärtväxter. IUCN kategoriserar arten globalt som akut hotad. Inga underarter finns listade i Catalogue of Life.